# 아요세 페레스
아요세 페레스 구티에레스(Ayoze Pérez Gutiérrez, 1993년 7월 29일 ~ )는 스페인의 축구 선수이다. 현재 레알 베티스에서 공격형 미드필더, 좌측 윙어로 뛰고 있다.

## 수상 경력

### 클럽
뉴캐슬 유나이티드
- EFL 챔피언십: 2016-17

### 개인
- 세군다 디비시온 올해의 팀: 2013-14